# Paprocin
Paprocin – wieś w Polsce położona w województwie wielkopolskim, w powiecie konińskim, w gminie Sompolno, w sołectwie Przystronie.
W latach 1975–1998 miejscowość administracyjnie należała do województwa konińskiego. Według danych z roku 2009 liczyła 133 mieszkańców, w tym 63 kobiety i 70 mężczyzn.
Mieszkańcy Paprocina wyznania katolickiego przynależą do parafii św. Andrzeja Apostoła w Mąkolnie.
Zobacz też: Paprocina